# Симпсон (пустыня)
Си́мпсон (англ. Simpson Desert) — песчаная пустыня в центре Австралии, большей частью расположена в юго-восточном углу Северной территории, и небольшой частью в штатах Квинсленд и Южная Австралия. Имеет площадь 143 тыс. км², с запада ограничена рекой Финке, с севера — хребтом Мак-Доннелл и рекой Пленти, с востока — реками Муллиган и Дайамантина, а с юга — крупным солёным озером Эйр.

## История

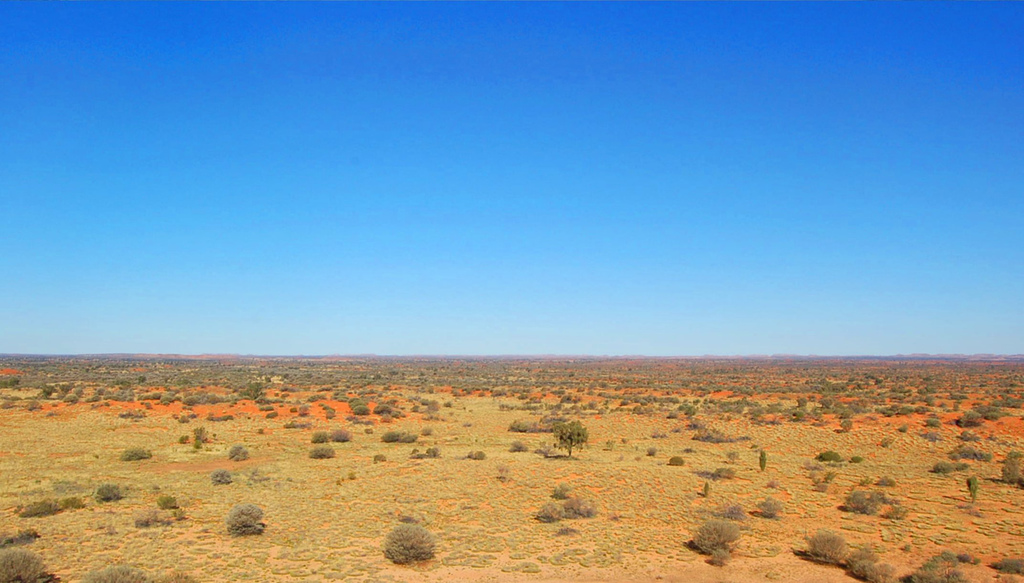
Пейзаж в пустыне Симпсон

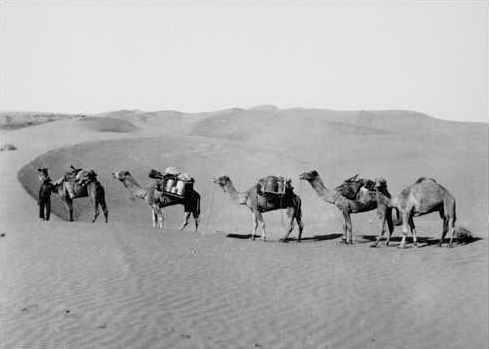
Экспедиция Колсона в пустыне Симпсон, 1936 год

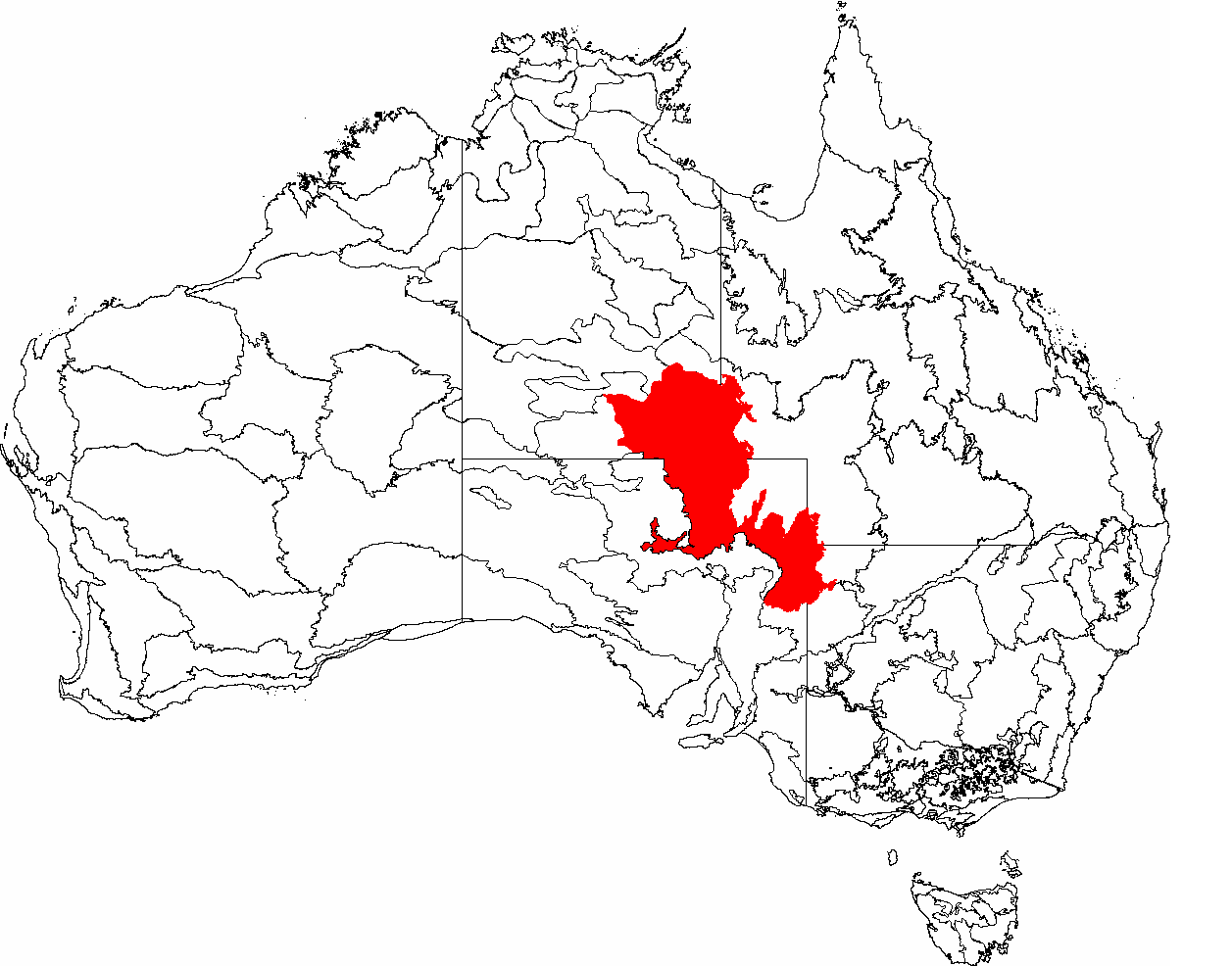
Регион дюнных полей Симпсона-Стрелецкого в соответствии с IBRA

Пустыня была открыта Чарльзом Стертом в 1845 году и на чертеже Гриффита Тейлора 1926 года совместно с пустыней Стерт была названа А́рунта После осмотра территории с воздуха в 1929 году геолог Сесил Медиген назвал пустыню в честь Аллена Симпсона, президента Южноавстралийского отделения Королевского географического общества Австралазии. Считается, что первым из европейцев пустыню пересёк Медиген в 1939 году (на верблюдах), однако в 1936 году это совершила экспедиция Эдмунда Альберта Колсона.
В 1960—80-е годы в пустыне Симпсон безуспешно искали нефть.
В конце XX века пустыня стала популярной у туристов, особенным интересом пользуются экскурсии на полноприводных автомобилях.

## Природа
Почвы преимущественно песчаные с параллельными грядами дюн, в юго-восточной части песчано-галечниковые, а у берегов озера Эйр — глинистые. Песчаные дюны высотой 20-37 м тянутся с северо-запада на юго-восток на расстояния до 160 км. В долинах между ними (ширина 450 м) произрастает злак спинифекс, закрепляющий песчаные почвы. Также имеются ксерофитные кустарниковые акации (безжилковая акация) и эвкалипты.
Пустыня Симпсон — последнее убежище для некоторых редких австралийских пустынных животных, включая гребнехвостых сумчатых мышей. Обширные части пустыни получили статус охранных территорий:
- национальный парк Симпсон-дезерт (англ. Simpson Desert National Park), западный Квинсленд, организован в 1967 году, занимает 10 120 км²;
- природоохранный парк Симпсон-дезерт (англ. Simpson Desert Conservation Park), Южная Австралия, 1967 год, 6927 км²;
- региональный заповедник Симпсон-дезерт (англ. Simpson Desert Regional Reserve), Южная Австралия, 1988 год, 29 642 км²;
- национальный парк Уиджира (англ. Witjira National Park), северная Южная Австралия, 1985 год 7770 км².

## Климат и гидрография
Средняя температура января составляет 28—30 °С, июля — 12—15 °С. В северной части осадков менее 130 мм, сухие русла криков теряются в песках. Через пустыню Симпсон протекают реки Тодд, Пленти, Хейл, Хей; в южной части расположено много пересыхающих солёных озёр.
Небольшие поселения, в которых выращивают скот, берут воду из Большого Артезианского бассейна.